# Педри
Пе́дро Гонса́лес Ло́пес (исп. Pedro González López; родился 25 ноября 2002, Тегесте), более известный как Пе́дри (исп. Pedri) — испанский футболист, полузащитник клуба «Барселона» и сборной Испании. Лучший молодой игрок чемпионата Европы 2020 года, серебряный призёр Олимпийских игр 2020 года в Токио. Чемпион Европы 2024 года. В возрасте 18 лет вошёл в список 30 футболистов, номинированных на Золотой мяч 2021 года. Признаётся одним из лучших полузащитников мира.

## Клубная карьера
Уроженец Тегесте, Канарские острова, Педри выступал за молодёжные команды клубов «Тегесте» и «Хувентуд Лагуна», а в 2018 году стал игроком футбольной академии «Лас-Пальмас». В июле 2019 года 16-летний Педри подписал свой профессиональный контракт с клубом «Лас-Пальмас».
18 августа 2019 года Педри дебютировал в основном составе «Лас-Пальмас» в матче испанской Сегунды против «Уэски». 19 сентября 2019 года забил свой первый гол за клуб в матче против хихонского «Спортинга», став самым молодым автором гола в истории «Лас-Пальмас» в возрасте 16 лет, 9 месяцев и 23 дней.
2 сентября 2019 года «Барселона» объявила о соглашении с «Лас-Пальмас» о переходе Педри в июле 2020 года за 5 миллионов евро. Игрок согласовал двухлетний контракт с каталонским клубом. 27 сентября 2020 года Педри дебютировал за «Барселону» в матче испанской Примеры против «Вильярреала», выйдя на замену Филипе Коутиньо. 20 октября 2020 года забил свой первый гол за «Барселону» в своём дебютном матче в Лиге чемпионов в первом матче группового этапа против венгерского «Ференцвароша».

## Карьера в сборной
Выступал за сборные Испании до 17, до 18, до 19 лет и до 21 года.
15 марта 2021 года был впервые вызван в главную сборную главным тренером национальной команды Луисом Энрике на отборочные матчи чемпионата мира 2022 года против сборных Греции, Грузии и Косова. Сыграл во всех трёх матчах, дебютировав в первой игре против Греции 25 марта 2021 года, когда вышел на замену Дани Ольмо. 28 марта 2021 вышел в стартовом составе в матче против Грузии.
На чемпионате Европы 2020 стал игроком основы и дошёл со своей сборной до полуфинала. Педри показал отличную игру и его признали лучшим молодым игроком турнира, после этого его начали сравнивать с легендой «Барселоны» Андресом Иньестой.
После Евро-2020 Педри был вызван в состав олимпийский сборной Испании. В составе своей сборной дошёл до финала, в котором Испания проиграла Бразилии.
В 2024 году в составе сборной стал чемпионом Европы.

## Достижения

### Командные достижения
«Барселона»
- Чемпион Испании (2): 2022/23, 2024/25
- Обладатель Кубка Испании (2): 2020/21, 2024/25
- Обладатель Суперкубка Испании (2): 2023, 2025

Сборная Испании
- Чемпион Европы: 2024
- Победитель Лиги наций УЕФА: 2022/23[23]
- Серебряный призëр Лиги наций УЕФА: 2024/25
- Серебряный призёр Олимпийских игр: 2020

### Личные достижения
- Лучший молодой игрок чемпионата Европы: 2020[24]
- Вошёл в символическую сборную чемпионата Европы: 2020[25]
- Обладатель премии «Golden Boy»: 2021[26]
- Обладатель Трофея Копа: 2021[27]
- Игрок сезона Ла Лиги по версии болельщиков: 2022/23[28][29]
- Вошёл в символическую сборную Ла Лиги (3): 2021/22[30], 2022/23[31], 2024/25[32]
- Молодой игрок месяца в Ла Лиге: октябрь 2024[33]
- Игрок месяца Ла Лиги: апрель 2025[34]

## Статистика выступлений
| Выступление      | Выступление      | Выступление      | Лига | Лига | Кубок | Кубок | Еврокубки | Еврокубки | Прочие | Прочие | Итого | Итого |
| Клуб             | Лига             | Сезон            | Игры | Голы | Игры  | Голы  | Игры      | Голы      | Игры   | Голы   | Игры  | Голы  |
| ---------------- | ---------------- | ---------------- | ---- | ---- | ----- | ----- | --------- | --------- | ------ | ------ | ----- | ----- |
| Лас-Пальмас      | Сегунда          | 2019/20          | 36   | 4    | 1     | 0     | —         | —         | —      | —      | 37    | 4     |
| Лас-Пальмас      | Итого            | Итого            | 36   | 4    | 1     | 0     | —         | —         | —      | —      | 37    | 4     |
| Барселона        | Ла Лига          | 2020/21          | 37   | 3    | 6     | 0     | 7         | 1         | 2      | 0      | 52    | 4     |
| Барселона        | Ла Лига          | 2021/22          | 12   | 3    | 1     | 1     | 8         | 1         | 1      | 0      | 22    | 5     |
| Барселона        | Ла Лига          | 2022/23          | 26   | 6    | 1     | 0     | 6         | 0         | 2      | 1      | 35    | 7     |
| Барселона        | Ла Лига          | 2023/24          | 24   | 4    | 2     | 0     | 6         | 0         | 2      | 0      | 34    | 4     |
| Барселона        | Ла Лига          | 2024/25          | 35   | 4    | 6     | 2     | 14        | 0         | 2      | 0      | 57    | 6     |
| Барселона        | Итого            | Итого            | 134  | 20   | 16    | 3     | 41        | 2         | 9      | 1      | 200   | 26    |
| Всего за карьеру | Всего за карьеру | Всего за карьеру | 170  | 24   | 17    | 3     | 41        | 2         | 9      | 1      | 237   | 30    |

1. ↑  Суперкубок Испании.